# Heteronyx salebrosus
Heteronyx salebrosus är en skalbaggsart som beskrevs av Blackburn 1909. Heteronyx salebrosus ingår i släktet Heteronyx och familjen Melolonthidae. Inga underarter finns listade i Catalogue of Life.